# Pattiveeranpatti
Pattiveeranpatti é uma panchayat (vila) no distrito de Dindigul, no estado indiano de Tamil Nadu.

## Demografia
Segundo o censo de 2001,  Pattiveeranpatti  tinha uma população de 7744 habitantes. Os indivíduos do sexo masculino constituem 51% da população e os do sexo feminino 49%. Pattiveeranpatti tem uma taxa de literacia de 83%, superior à média nacional de 59.5%: a literacia no sexo masculino é de 86% e no sexo feminino é de 79%. Em Pattiveeranpatti, 8% da população está abaixo dos 6 anos de idade.